# Xã Washington, Quận Clinton, Ohio
Xã Washington (tiếng Anh: Washington Township) là một xã thuộc quận Clinton, tiểu bang Ohio, Hoa Kỳ. Năm 2010, dân số của xã này là 2.130 người.